# Fäktning vid olympiska sommarspelen 1972
Vid olympiska sommarspelen 1972 i München avgjordes åtta grenar i fäktning, sex för män och två för kvinnor, och tävlingarna hölls mellan 29 augusti och 9 september 1972 i Messegelände Fechthalle 1 och 2. Antalet deltagare var 298 tävlande från 37 länder.

## Medaljfördelning
| Medaljfördelning |               |      |        |       |        |
| Placering        | Nation        | Guld | Silver | Brons | Totalt |
| 1                | Ungern        | 2    | 4      | 2     | 8      |
| 2                | Sovjetunionen | 2    | 2      | 3     | 7      |
| 3                | Italien       | 2    | 0      | 0     | 2      |
| 3                | Polen         | 2    | 0      | 0     | 2      |
| 5                | Frankrike     | 0    | 1      | 2     | 3      |
| 6                | Schweiz       | 0    | 1      | 0     | 1      |
| 7                | Rumänien      | 0    | 0      | 1     | 1      |

## Medaljörer

### Herrar
| Gren                    | Guld                                                                                           | Silver                                                                                             | Brons                                                                                             |
| Värja Detaljer...       | Csaba Fenyvesi (HUN)                                                                           | Jacques Ladegaillerie (FRA)                                                                        | Győző Kulcsár (HUN)                                                                               |
| Värja lag Detaljer...   | Ungern Sándor Erdös Csaba Fenyvesi Gyözö Kulcsar Pál Schmitt Istvan Osztrics                   | Schweiz Guy Evequoz Daniel Giger Christian Kauter Peter Lötscher François Suchanecki               | Sovjetunionen Viktor Modzalevskij Sergej Paramonov Igor Valetov Georgij Zazjitskij Grigorij Kriss |
| Florett Detaljer...     | Witold Woyda (POL)                                                                             | Jenő Kamuti (HUN)                                                                                  | Christian Noël (FRA)                                                                              |
| Florett lag Detaljer... | Polen Marek Dabrowski Jerzy Kaczmarek Lech Koziejowski Witold Woyda Arkadiusz Godel            | Sovjetunionen Vladimir Denisov Anatolij Kotetsev Leonid Romanov Vasilij Stankovitj Viktor Putjatin | Frankrike Jean-Claude Magnan Christian Noël Daniel Revenu Bernard Talvard Gilles Berolatti        |
| Sabel Detaljer...       | Viktor Sidjak (URS)                                                                            | Péter Maróth (HUN)                                                                                 | Vladimir Nazlimov (URS)                                                                           |
| Sabel lag Detaljer...   | Italien Michele Maffei Mario Aldo Montano Mario Tullio Montano Rolando Rigoli Cesare Salvadori | Sovjetunionen Viktor Basjenov Vladimir Nazlimov Viktor Sidjak Eduard Vinokurov Mark Rakita         | Ungern Pál Gerevich Tamás Kovács Péter Marót Tibor Pézsa Péter Bakonyi                            |

### Damer
| Gren                    | Guld | Silver                                                                                      | Brons                                                                                              |
| Florett Detaljer...     | Antonella Ragno-Lonzi (ITA)                                                                                   | Ildikó Bóbis (HUN)                                                                          | Galina Gorochova (URS)                                                                             |
| Florett lag Detaljer... | Sovjetunionen Jelena Novikova-Belova Galina Gorochova Tatjana Samusenko Aleksandra Zabelina Svetlana Tjirkova | Ungern Ildikó Bóbis Ildikó Újlaky-Rejtő Ildikó Schwarczenberger Mária Szolnoki Ildikó Rónay | Rumänien Ileana Gyulai-Drimba-Jenei Ana Dersidan-Ene-Pascu Ecaterina Iencic-Stahl Olga Orban-Szabo |

## Deltagande nationer
Totalt deltog 298 fäktare (233 män och 65 kvinnor) från 37 länder vid de olympiska spelen 1972 i München.
- Argentina (5)
- Australien (4)
- Belgien (1)
- Bulgarien (5)
- Danmark (6)
- Finland (1)
- Frankrike (19)
- Grekland (3)
- Hongkong (2)
- Iran (2)
- Irland (1)
- Israel (2)
- Italien (19)
- Japan (5)
- Kanada (6)
- Kuba (15)
- Libanon (4)
- Luxemburg (5)
- Mexiko (6)
- Monaco (1)
- Nederländerna (1)
- Norge (5)
- Peru (1)
- Polen (20)
- Puerto Rico (2)
- Rumänien (19)
- Schweiz (12)
- Sovjetunionen (20)
- Storbritannien (19)
- Sverige (6)
- Tjeckoslovakien (2)
- Turkiet (4)
- Ungern (19)
- USA (19)
- Västtyskland (19)
- Österrike (13)
- Östtyskland (5)